# Bryum indicopolymorphum
Bryum indicopolymorphum là một loài Rêu trong họ Bryaceae. Loài này được Ochi mô tả khoa học đầu tiên năm 1985.